# オットー・アッカーマン
オットー・アッカーマン（Otto Ackermann, 1909年10月18日 - 1960年3月9日）はルーマニア出身の指揮者。名前はドイツ風で活動地もほぼドイツ圏に限られるが、ドイツ人植民者の出身なのかルーマニア系なのかは不明である。

## 経歴
ブカレスト生まれ。地元の音楽院で学び、15歳でルーマニアの王立歌劇場の巡業公演の指揮を任された。その後ドイツに留学してベルリン高等音楽院のヴァルター・グマインドルの下で音楽理論を学び、ジョージ・セルに指揮法を学んだ。
1928年から1932年までデュッセルドルフ歌劇場の指揮者を務め、その後ブルノの歌劇場で働いた後、1935年から1947年までベルン市立劇場の指揮者となった。1947年から1953年までアン・デア・ウィーン劇場を中心に音楽活動を展開し、パリ、ブリュッセル、バルセロナ、チューリヒなどの歌劇場にも客演した。1953年からケルン歌劇場の音楽監督になり、1958年にチューリヒ歌劇場の音楽監督に転出。1960年、ヴァーベルン・バイ・ベルンにて没。

## 録音
1950年代前半に、EMIにエリーザベト・シュヴァルツコップとともに録音した5組のオペレッタ全曲録音で長年親しまれてきたが、近年これ以外の録音も多く発掘されつつある。